# Eksekutive funktioner
 Eksekutive funktioner,  udøvende funktioner,  det eksekutive system  eller  kognitiv kontrol  er udtryk, der bruges af psykologer og neurologer til at beskrive en løst defineret samling af hjerneprocesser, der styres af frontallappen. De eksekutive funktioner et overordnet begreb for kognitive processer, som regulerer, kontrollerer og administrerer andre kognitive processer og er bl.a. ansvarlige for planlægning, kognitiv fleksibilitet, abstrakt tænkning, regeludformning, iværksættelse af nødvendige handlinger og hæmning af uhensigtsmæssige handlinger, samt udvælgelse af relevant sensorisk information.
De eksekutive funktioner er svækkede ved afhængighed, uopmærksomhed, hyperaktivitet, autisme og en række andre lidelser i centralnervesystemet.

## Kognitive processer
Eksekutive funktioner omfatter grundlæggende kognitive processer som opmærksomhedskontrol, kognitiv hæmning, hæmmende kontrol, arbejdshukommelse og kognitiv fleksibilitet. Højere ordens eksekutive funktioner er samtidig brug af flere grundlæggende eksekutive funktioner og inkluderer planlægning og flydende intelligens$ som f.eks. ræsonnement og problemløsning.
Eksekutive funktioner udvikler og ændrer sig gradvist over en persons levetid og kan forbedres løbende. Tilsvarende kan de kognitive processer blive negativt påvirket af en række begivenheder, som påvirker et individ. Neuropsykologiske tests bruges til at måle eksekutive funktioner, og de anvendes normalt som en del af en mere omfattende vurdering for at diagnosticere neurologiske og psykiatriske lidelser.

## “Kolde” og “varme” komponenter
De eksekutive funktioner deles i “kolde” og “varme” komponenter.
De kognitive processer og adfærdsmæssige kompetencer, som omfatter verbale ræsonnementer, problemløsning, planlægning, sekventering, evnen til at opretholde opmærksomhed, modstand mod interferens, udnyttelse af feedback, multitasking, fleksibilitet og evnen til at håndtere nyheder, er blevet kaldt den "kolde" komponent af de eksekutive funktioner, fordi deres tilsvarende kognitive processer har tendens til ikke at involvere megen følelsesmæssig ophidselse og er relativt "mekanistisk" eller "logisk" baseret.
På den anden side betragtes de eksekutive funktioner, der involverer mere "følelsesmæssige", "tro" eller "ønsker", såsom oplevelsen af belønning, straf, regulering af den sociale adfærd og beslutningstagninger, der involverer følelsesmæssig og personlig fortolkning, som "varme" komponenter.

## Den populære beskrivelse
De udøvende funktioner er evner, som hjælper dig med at få tingene gjort. Disse færdigheder styres af et område af hjernen kaldet frontallappen og hjælper dig med at:
- administrere tid,
- være opmærksom,
- skifte fokus,
- planlægge, organisere og administrere tid,
- huske detaljer,
- undgå at sige eller gøre det forkerte,
- gøre ting baseret på din erfaring,
- multitaske og
- tænke kreativt.

Når de udøvende funktioner ikke fungerer, som de skal, er din adfærd mindre kontrolleret. Dette kan påvirke din evne til at:
- arbejde eller gå i skole,
- gøre tingene selvstændigt og
- vedligeholde relationer.[3]

## Eksekutiv dysfunktion
Nogle mennesker er født med en svag eksekutiv funktion. Mennesker med ADHD, depression eller med vanskeligheder med indlæring har ofte problemer med de eksekutive funktioner. En skade på forsiden af hjernen kan skade evnen til koncentration. Skader fra Alzheimers sygdom eller slagtilfælde kan også forårsage problemer.

## Mikrobiologi
I de senere år har forskning tydet på, at bakteriesammensætningen af tarmens mikrobiom har en bemærkelsesværdig effekt på hjernens funktion og neurologisk sundhed. Ikke bare bestemte bakteriers, men også bakteriofagers tilstedeværelse er korreleret med de eksekutive funktioner i dyreforsøg.